# Porphyrostachys
Porphyrostachys là một chi thực vật có hoa trong họ, Orchidaceae.